# 8527 Katayama
8527 Katayama (1992 SV12) là một tiểu hành tinh vành đai chính được phát hiện ngày 28 tháng 9 năm 1992 bởi K. Endate và K. Watanabe ở Kitami.